# Синеомутовка
Синеомутовка — река в России, протекает по Пензенской области. Устье реки находится в 927 км по правому берегу реки Хопёр. Длина реки составляет 21 км. Площадь водосборного бассейна — 167 км².

## Данные водного реестра
По данным государственного водного реестра России относится к Донскому бассейновому округу, водохозяйственный участок реки — Хопёр от истока до впадения реки Ворона, речной подбассейн реки — Хопер. Речной бассейн реки — Дон (российская часть бассейна).
Код объекта в государственном водном реестре — 05010200112107000005223.